# Pierre-William Glenn

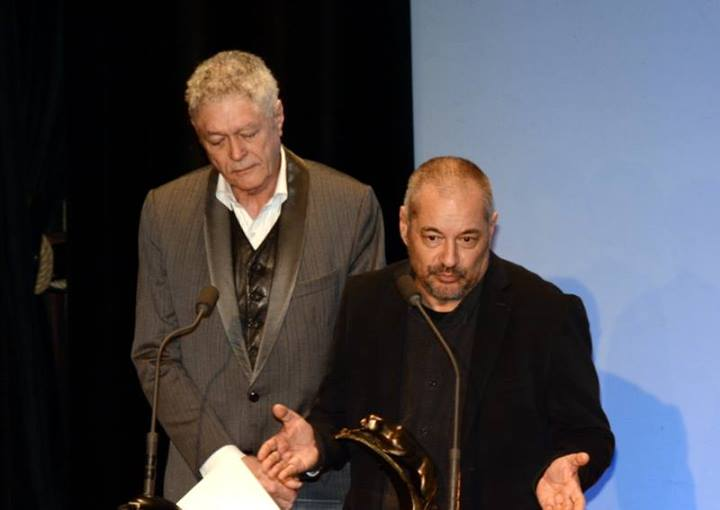
Pierre-William Glenn (links) mit Jean-Pierre Jeunet, Prix Lumières 2014

Pierre-William Glenn (* 31. Oktober 1943 in Paris; † 24. September 2024) war ein französischer Kameramann, Regisseur und Drehbuchautor.

## Leben
Pierre-William Glenn studierte an der Pariser Filmhochschule IDHEC und war danach als Kameraassistent u. a. bei William Lubtchansky tätig. Seinen ersten Film als Chefkameramann gestaltete er 1966 im Fernsehen, 1969 folgte sein Kinodebüt. Er arbeitete in den Folgejahren mit den Regisseuren François Truffaut, Jacques Rivette und vor allem Bertrand Tavernier zusammen. Als einer der ersten Kameramänner in Frankreich verwendete er die Steadicam-Kamera, um mit einer Handkamera mehr Beweglichkeit in der Bildgestaltung zu erzielen. Eine Nominierung für den César für die beste Kamera erhielt Glenn 1981 für den Film Death Watch – der gekaufte Tod.

## Filmografie (Auswahl)

### Kamera
- 1970: Wild C.A.T.S. (Un aller simple)
- 1971: Paulina haut ab (Paulina s’en va)
- 1971: Was ist mit Tom geschehen? (Où est passé Tom?)
- 1971/90 / 1972: Out 1: Noli me tangere / Out 1: Spectre
- 1972: Der unsichtbare Aufstand (L’état de siège)
- 1972: Ein schönes Mädchen wie ich (Une belle fille comme moi)
- 1973: Die amerikanische Nacht (La nuit américaine)
- 1974: Der Uhrmacher von St. Paul (L’horloger de Saint Paul)
- 1974: Befreiung aus der Ehe (La femme de Jean)
- 1974: Wenn das Fest beginnt … (Que la fête commence)
- 1976: Der Richter und der Mörder (Le juge et l’assassin)
- 1976: Taschengeld (L’argent de poche)
- 1976: Wie ein Bumerang (Comme un boomerang)
- 1977: Gruppenbild mit Dame (Portrait de groupe avec dame)
- 1977: Lohn der Giganten (La menace)
- 1978: Das Ende der Nacht (L’amour violé)
- 1979: Death Watch – Der gekaufte Tod (La mort en direct)
- 1979: Ich liebe dich – I Love You – Je t’aime (A Little Romance)
- 1979: Mach erst mal Abitur (Passe ton bac d’abord)
- 1979: Série noire
- 1980: Die Taxifahrerin (Extérieur, nuit)
- 1980: Ferien für eine Woche (Une semaine de vacances)
- 1980: Kinder für das Vaterland (Allons z’enfants)
- 1980: Der Loulou (Loulou)
- 1981: Wahl der Waffen (La choix des armes)
- 1981: Der Saustall (Coup de torchon)
- 1982: Der Schock (Le choc)
- 1982: Kaltes Blut (Tir groupé)
- 1982: Mississippi Blues
- 1982: Stern des Nordens (L’étoile du Nord)
- 1983: Wespennest (La crime)
- 1985: Les Enragés
- 1988: Wilde Kinder (Les enfants du desordre)
- 1989: Weiße Zeit der Dürre (A Dry White Season)
- 1989: Straße ohne Wiederkehr (Street of no return)
- 1998: Begegnung in Venedig (Hasards ou coïncidences)
- 2002: 11′09″01 – September 11
- 2002: And Now … Ladies & Gentlemen
- 2003: Im Schatten der Wälder (Cette femme-là)

### Regie und Drehbuch
- 1986: Terminus